# Точилін Ліберій Павлович
Ліберій Павлович Точилін (нар. 19 січня 1925, Можайськ — пом. 1984) — український радянський графік; член Спілки радянських художників України з 1967 року.

## Біографія
Народився 19 січня 1925 року в місті Можайську (нині Московська область, Росія). У Червоній армії з 15 січня 1943 року. Брав участь у німецько-радянській війні. В 1951 році закінчив військове училище в Ярославлі. З 12 листопада 1955 року в запасі. За період служби нагороджений медалями «За визволення Варшави», «За взяття Берліна», «За перемогу над Німеччиною», «За бойові заслуги».
Спеціальної художньої освіти не мав. Жив у Запоріжжі, в будинку на вулиці Гоголя № 161 б, квартира № 31. Помер у 1984 році.

## Творчість
Працював у галузі станкової графіки, переважно в техніці кольорової ліногравюри: ілюстрував  поезії Тараса Шевченка, створював малюнки на тему німецько-радянської війни. Також працював у галузі мистецтва художнього оформлення. Серед робіт:
- «Григорій Котовський» (1963, кольорова ліногравюра);
- «Співці народу»(1964);
- «За владу Рад»(1964, ліногравюра);
- «Ян Гамарник» (1964);
- «Підмосков'я» (1966, гравюра на картоні);
- «Батьківщина в небезпеці» (1967, кольорова ліногравюра);
- «Герой Громадянської війни Михайло Фрунзе» (1967, кольорова ліногравюра);
- «Жовтневі дні» (1967);
- «Жовтень» (1969, кольорова ліногравюра).

Брав участь у республіканських виставках з 1963 року.